# Mecze reprezentacji Polski B w piłce siatkowej mężczyzn na igrzyskach europejskich

## Mecze Polski

### Igrzyska Europejskie 2015
| Nr | Przeciwnik  | Miejsce | Data       | Wynik (Polska-przeciwnik)               | Impreza                                  | Raport |
| -- | ----------- | ------- | ---------- | --------------------------------------- | ---------------------------------------- | ------ |
| 1  | Francja     | Baku    | 14 czerwca | 3:2 (25:27, 25:20, 25:20, 10:25, 15:10) | Igrzyska Europejskie – faza grupowa      |        |
| 2  | Turcja      | Baku    | 16 czerwca | 3:2 (25:20, 25:19, 28:30, 22:25, 15:13) | Igrzyska Europejskie – faza grupowa      |        |
| 3  | Serbia      | Baku    | 18 czerwca | 3:2 (13:25, 21:25, 25:15, 25:23, 15:9)  | Igrzyska Europejskie – faza grupowa      |        |
| 4  | Azerbejdżan | Baku    | 20 czerwca | 3:0 (25:14, 25:13, 25:17)               | Igrzyska Europejskie – faza grupowa      |        |
| 5  | Finlandia   | Baku    | 22 czerwca | 3:0 (25:21, 25:20, 25:10)               | Igrzyska Europejskie – faza grupowa      |        |
| 6  | Słowacja    | Baku    | 24 czerwca | 3:0 (25:16, 25:23, 25:19)               | Igrzyska Europejskie – ćwierćfinał       |        |
| 7  | Bułgaria    | Baku    | 26 czerwca | 2:3 (14:25, 25:19, 22:25, 25:23, 13:15) | Igrzyska Europejskie – półfinał          |        |
| 8  | Rosja       | Baku    | 28 czerwca | 1:3 (24:26, 25:23, 23:25, 23:25)        | Igrzyska Europejskie – mecz o 3. miejsce |        |

## Bilans spotkań według krajów
| Lp.   | Reprezentacja | Liczba meczów | Wygrane | Wygrane | Wygrane | Przegrane | Przegrane | Przegrane | Bilans meczów wygrane:przegrane | Bilans setów wygrane:przegrane |
| Lp.   | Reprezentacja | Liczba meczów | 3:0     | 3:1     | 3:2     | 2:3       | 1:3       | 0:3       | Bilans meczów wygrane:przegrane | Bilans setów wygrane:przegrane |
| ----- | ------------- | ------------- | ------- | ------- | ------- | --------- | --------- | --------- | ------------------------------- | ------------------------------ |
| 1     | Azerbejdżan   | 1             | 1       | 0       | 0       | 0         | 0         | 0         | 1:0                             | 3:0                            |
| 1     | Bułgaria      | 1             | 0       | 0       | 0       | 1         | 0         | 0         | 0:1                             | 2:3                            |
| 2     | Finlandia     | 1             | 1       | 0       | 0       | 0         | 0         | 0         | 1:0                             | 3:0                            |
| 3     | Francja       | 1             | 0       | 0       | 1       | 0         | 0         | 0         | 1:0                             | 3:2                            |
| 4     | Rosja         | 1             | 0       | 0       | 0       | 0         | 1         | 0         | 0:1                             | 1:3                            |
| 4     | Serbia        | 1             | 0       | 0       | 1       | 0         | 0         | 0         | 1:0                             | 3:2                            |
| 5     | Słowacja      | 1             | 1       | 0       | 0       | 0         | 0         | 0         | 1:0                             | 3:0                            |
| 5     | Turcja        | 1             | 0       | 0       | 1       | 0         | 0         | 0         | 1:0                             | 3:2                            |
| Razem | Razem         | 8             | 3       | 0       | 3       | 1         | 1         | 0         | 6:2                             | 21:12                          |

Aktualizacja po IE 2015.

## Bilans spotkań według edycji
| Rok   | Edycja | Miejsce | Liczba meczów | Zwycięstwa | Porażki | Sety  | Trener        |
| ----- | ------ | ------- | ------------- | ---------- | ------- | ----- | ------------- |
| 2015  | I      | 4.      | 8             | 6          | 2       | 21:12 | Andrzej Kowal |
| Razem | Razem  | Razem   | 8             | 6          | 2       | 21:12 |               |